# Assaron
Assaron oder Omer/Gomer war ein Volumenmaß. Es wird mehrfach im Bibeltext erwähnt. So wird es in 2. Mos. 16,18 und 2. Mos. 16, 36 dokumentiert. Andere Textstellen sind unter anderem 3. Mos.23. Kapitel und 4. Mos. Kapitel 15, 28 und 29. Das Maß wurde auch „ein Zehntel“ genannt, weil es der 10. Teil vom Epha/Efa war. Der Omer wird auch als die geringste Menge für eine Opfergabe beschrieben. 
- 1 Assaron = 2 Maß (Wiener)[1] = 199,3968 Pariser Kubikzoll = 3,96 Liter = rund 4 Liter

Eine Alternative ergibt sich aus
- 1 Epha = 22 Liter[2]

demnach wäre 1 Assaron rund 2,2 Liter.
Es gibt auch Grammangaben für dieses Maß.
- 1 Epha = 10 Assaron = 72 Sextarien = 39,29184 Gramm; folglich 1 Assaron = 3,92 Gramm[3]